# Picot ardent de Palawan
El picot ardent de Palawan (Dinopium everetti) és una espècie d'ocell de la família dels pícids (Picidae) que habita boscos oberts, ciutats, manglars i selva humida de les Filipines occidentals.